# Colletes brethesi
Colletes brethesi är en biart som beskrevs av Jörgensen 1912. Colletes brethesi ingår i släktet sidenbin, och familjen korttungebin. Inga underarter finns listade i Catalogue of Life.